# Valérie Kuborn
Maria Cécile Valérie (Valérie) Diederich-Kuborn (Wiltz, 8 januari 1901 – Luxemburg-Stad, 25 oktober 1991) was een Luxemburgs kunstschilder.

## Leven en werk
Valérie Kuborn was een dochter van notaris Paul Kuborn en Bertha Koch. Nadat vader in 1910 werd benoemd in Luxemburg-Stad, verhuisde het gezin. Ze kreeg er tekenlessen (1916) en schilderlessen (1919-1921) van Pierre Blanc. Ze volgde ook schildercursussen in Luzern (1917) en Genève (1918).  In 1925 trouwde ze met ingenieur Alphonse Diederich uit Rodange (1885-1960). Jaren later pakte Kuborn haar artistieke opleiding weer op. In 1950 trok ze naar Parijs, waar ze studeerde aan de Académie de la Grande Chaumière als leerling van onder anderen Ossip Zadkine, Edouard Goerg en Charles Picart Le Doux. In 1954 werkte ze op het atelier van de schilder André Lhote, ze stapte dat jaar over naar de Académie Julian.
Kuborn schilderde onder meer bloemen en stillevens. Ze sloot zich aan bij de kunstenaarsvereniging Cercle Artistique de Luxembourg, waar ze van 1957 tot 1963 deelnam aan de jaarlijkse salons. Ze exposeerde in de jaren 60 meerdere keren in Belvédère in Beaufort. In 1966 vertegenwoordigde ze Luxemburg op de Salon européen des femmes-peintres in Nancy, samen met Triny Beckius, Georgette Beljon, Monique Brackel, Solange Frégnac, Thérèse Frégnac, Josée Gloden, Nina Grach-Jascinsky, Marie-Ange Heiden, Christiane Heinen, Huguette Heldenstein, Erny Heuertz, Loulou Heuertz, Ger Maas, Hélène Meer, Marie-Jeanne Molitor, Irène Nadler, Vanna Solofrizzo, Germaine Spiesse en Lily Unden.
Valérie Kuborn overleed op 90-jarige leeftijd.
- Musée national d'archéologie, d'histoire et d'art: lkl004149